# بازی‌های آسیایی زمستانی ۲۰۰۳
بازی‌های آسیایی زمستانی ۲۰۰۳ (به انگلیسی: 2003 Asian Winter Games) پنجمین دوره بازی‌های آسیایی زمستانی بوده‌است که از ۱ تا ۸ فوریه ۲۰۰۳ در آئوموری، ژاپن برگزار شده‌است.

## کشورهای شرکت‌کننده
| - بنگلادش - بوتان - چین (۱۷۵) - کره شمالی (۵۱) - هنگ کنگ - چین تایپه (۲۶) - هند (۱۴) - ایران (۲۳) - ژاپن (۲۳۷) - قزاقستان (۱۴۰) - قرقیزستان (۱۵) - کره جنوبی (۱۹۷) - کویت (۱۹۷) - لبنان (۱۱) - ماکائو | - مالزی - مغولستان (۵۸) - نپال (۶) - پاکستان (۱۰) - فلسطین (۲) - قطر - سری‌لانکا - سنگاپور - تاجیکستان (۱۵) - تایلند (۴۲) - تیمور شرقی - ترکمنستان - ازبکستان (۶) - ویتنام |

## رشته‌های ورزشی
- اسکی آلپاین
- ورزش دوگانه
- اسکی صحرانوردی
- کرلینگ
- اسکیت نمایشی
- اسکی نمایشی
- هاکی روی یخ
- اسکیت سرعت مسیر کوتاه
- اسکیت سرعت
- اسکی پرش
- اسنوبورد سواری

ورزش‌های غیررسمی
- اسنوبورد سواری (زنان)

## جدول مدال‌ها
کشور میزبان
| رتبه  | کشور            | طلا | نقره | برنز | مجموع |
| 1     | ژاپن (JPN)      | ۲۴  | ۲۳   | ۲۰   | ۶۷    |
| 2     | کره جنوبی (KOR) | ۱۰  | ۸    | ۱۰   | ۲۸    |
| 3     | چین (CHN)       | ۹   | ۱۱   | ۱۳   | ۳۳    |
| 4     | قزاقستان (KAZ)  | ۷   | ۷    | ۶    | ۲۰    |
| 5     | لبنان (LIB)     | ۱   | ۱    | ۰    | ۲     |
| 6     | کره شمالی (PRK) | ۰   | ۱    | ۱    | ۲     |
| 7     | ازبکستان (UZB)  | ۰   | ۰    | ۱    | ۱     |
| مجموع | مجموع           | ۵۱  | ۵۱   | ۵۱   | ۱۵۳   |